# 缝线斑捻螺
缝线斑捻螺（学名：Punctacteon suturalis）为捻螺科斑捻螺属的动物。分布于澳大利亚以及中国大陆的福建等地，属于暖水性种。其多生活于潮间带砂质底。